# Snitîne, Lubnî
Snitîne (în ucraineană Снітине) este un sat în comuna Horoșkî din raionul Lubnî, regiunea Poltava, Ucraina.

## Demografie
Componența lingvistică a localității Snitîne
     Ucraineană (95,93%)
     Rusă (3,7%)
     Alte limbi (0,37%)
Conform recensământului din 2001, majoritatea populației localității Snitîne era vorbitoare de ucraineană (95,93%), existând în minoritate și vorbitori de rusă (3,7%).